# Safiatou Lopez
Pour les articles homonymes, voir Zongo (homonymie) et Lopez.
Safiatou Lopez-Fafié Zongo, née Safiatou Zongo le 8 janvier 1976 à Ouagadougou, est une femme d’affaires et une militante politique burkinabée.

## Biographie
Elle est née Safiatou Zongo,  le 8 janvier 1976 à Ouagadougou, fille de Mahamadi Zongo et de Minata Ouedraogo.
Elle s’investit dans un premier temps dans l’environnement économique. Après avoir travaillé pour différentes entreprises dans le domaine des travaux publics, elle crée en mars 2004 sa propre entreprise, Afrique Construction SA, spécialisée dans le bâtiment, le génie civil et les travaux publics,  dont elle devient présidente directrice générale,, dans un pays où la présence de femmes à la tête d’entreprise n'est pas si courante.
Lorsque le président Blaise Compaoré, au pouvoir depuis plus d’un quart de siècle, tente en 2014 de modifier la loi fondamentale limitant le nombre de mandats présidentiels, afin de se représenter à nouveau  en 2015, la contestation monte dans le pays. Elle décide alors de s’associer à ce mouvement et de militer, s’engageant notamment au sein de l’APDC (Association pour la promotion de la démocratie et participation citoyenne), dont elle devient présidente. Elle s’impose de fait comme une des figures de cette révolution de 2014,. Puis elle prolonge ce militantisme pour les droits humains au Burkina Faso en participant à  la coordination d’OSC (Organisations de la société civile), et en devenant porte-parole adjointe de la commission chargée de la rédaction de la charte de la transition. Elle s’inquiète dès le début d’année 2015 de la place particulière du Régiment de sécurité présidentielle au sein des forces armées burkinabées, puis lutte contre le coup d’État manqué de septembre 2015., où ce régiment joue un rôle clé. Elle est favorable à Roch Marc Christian Kaboré jusqu’à son élection à la présidence du pays en novembre 2015.
Mais elle prend ses distances les années suivantes et se montre attentive au maintien des libertés publiques. En juin 2018, sa présence est remarquée parmi les orateurs d’une manifestation de contestation de l’action présidentielle. En août 2018, alors qu’elle est chez elle avec ses enfants, sa maison est encerclée par un important dispositif des forces de l’ordre burkinabées, et elle est arrêtée, sans mandat d'arrêt et sans qu’aucune charge ne lui soit notifiée au moment de cette intervention policière. Cette arrestation provoque un certain émoi,,. Elle est soupçonnée d'avoir  participé à une tentative d’évasion de détenus,. Elle est condamnée avec sursis. Ce sursis tombe lors d'une nouvelle condamnantion en 2020.